# Resasti netopir
Resasti netopir (znanstveno ime Myotis nattereri) je vrsta netopirjev, ki je razširjena v Evropi, Severni Afriki in delih zahodne Azije. Poimenovan je po avstrijskem naravoslovcu Johannu Nattererju.

## Opis
Resasti netopir je srednje velika vrsta netopirjev z rjavo dlako, ki porašča tudi membrano pri nogah. Prhuti so blede barve. Zadržuje se v listnatih in mešanih gozdovih.

## Eholokacija
Za lov uporablja eholokacijo s frekvencami od 23–115 kHz, pri čemer je največja energija na 53 kHz. Običajno impulz traja 3,8 ms .